# مثبت السلك الساخن
متبث السلك الساخن عبارة عن كاشف لإزالة التشكيل اخترعهُ ريجنالد فيسيندين في عام 1902، والذي وجد استخدامًا محدودًا في أجهزة استقبال الراديو المبكرة. في الواقع، كانت متبثات السلك الساخنة حساسة للغاية في ثيرمستور، والتي يمكن أن تُعطي إشارات التضمين ذات سعة عاليّة.
الجهاز الأول المستخدم لإزالة تشكيل الإشارات المعدلة بالسعة، تم استبداله لاحقًا بواسطة كاشف التحليل الكهربائي، والذي يُنسب أيضًا بشكل عام إلى فيسندين. لا يزال مبدأ البارتيتر يستخدم ككاشف لإشعاع الميكروويف، على غرار مقياس الضغط.

## الوصف والبناء
تصف براءة اختراع فيسيندن لعام 1902 بناء الجهاز. سلك بلاتيني ناعم 0.003 بوصة (0.08 مـم) في منتصف أنبوب فضي يبلغ قطره حوالي 0.1 بوصة (2.5 مـم). يتم بعد ذلك سحب هذا السلك المركب حتى يبلغ قطر السلك الفضي حوالي 0.002 بوصة (0.05 مـم) ؛ نظرًا لأن السلك البلاتيني الموجود بداخله يتم تقليله بنفس النسبة، يتم سحبه لأسفل إلى قطر نهائي يبلغ 0.00006 بوصة (1.5 مكـم). النتيجة تسمى سلك ولاستون.
الكسوة الفضية محفورة من قطعة قصيرة من السلك المركب، تاركة سلك بلاتيني دقيق للغاية؛ يتم دعم هذا، على سلكين أثقل من الفضة، في حلقة داخل لمبة زجاجية. يتم إخراج الخيوط من خلال المظروف الزجاجي، ويتم وضع الجهاز بالكامل تحت التفريغ ثم يتم غلقه.

## العملية
يعتمد متبث السلك الساخن على زيادة مقاومة المعدن مع زيادة درجة الحرارة. الجهاز متحيز بتيار مباشر يتم تعديله لتسخين السلك لدرجة الحرارة الأكثر حساسية. عندما يكون هناك تيار متذبذب من الهوائي عبر حلقة السلك البلاتيني الدقيقة للغاية، يزداد تسخين السلك مع زيادة التيار ويبرد مع انخفاض التيار مرة أخرى. عندما يسخن السلك ويبرد، تتنوع مقاومته استجابة للإشارات التي تمر عبره. بسبب الكتلة الحرارية المنخفضة للسلك، فإنه قادر على الاستجابة بسرعة كافية لتنويع مقاومته استجابة للإشارات الصوتية. ومع ذلك، لا يمكنها تغيير مقاومتها بالسرعة الكافية للاستجابة للترددات الراديوية الأعلى من ذلك بكثير. يتم إزالة تشكيل الإشارة لأن التيار الذي يوفره مصدر التحيز يختلف باختلاف مقاومة السلك المتغيرة. يتم توصيل سماعات الرأس في سلسلة مع دائرة التيار المستمر، ويتم تقديم الاختلافات في التيار كصوت.

### براءات الاختراع
- US 706744, "Current Actuated Wave Responsive Device" – August, 1902 ("barretter" detector)
- US 727331, "Receiver for Electromagnetic Waves" – May, 1903 (improved "barretter")

### روابط خارجية
- كشف الذبذبات الكهربائية
- تعريفات التكنولوجيا-مفاهيم الراديو
- الولايات المتحدة في وقت مبكر تاريخ الراديو
- Secor, H. Winfield (January, 1917). تطوير كاشف الراديو. المجرب الكهربائي, pages 652+, accessed 2007-12-20.